# Imbaúbas (Ipatinga)
Imbaúbas (antigo Areal) é um bairro do município brasileiro de Ipatinga, no interior do estado de Minas Gerais. Localiza-se no distrito-sede, estando situado na Regional II. Segundo o censo demográfico de 2022, realizado pelo Instituto Brasileiro de Geografia e Estatística (IBGE), sua população era de 4 001 habitantes e havia 1 575 domicílios particulares permanentes ocupados. Possui área de 1,2 km² conforme a prefeitura.
De acordo com o IBGE, sua população no ano de 2010 era de 3 636 habitantes e havia 1 159 domicílios particulares.

## História e descrição
O bairro foi construído como parte da expansão da Vila Operária da Usiminas, que tinha o objetivo de atender aos funcionários da empresa. Era conhecido originalmente como Areal e ocupa uma área desmembrada do vizinho Bom Retiro. Enquanto este foi implantado em uma região plana, o Imbaúbas foi executado em um morro, com quadras retangulares e alongadas. Começou a ser ocupado no final da década de 1960 e posteriormente se tornou um bairro valorizado pelo setor imobiliário.
O nome "Imbaúbas" se deve à árvore imbaúba, que era muito comum no local. A localidade faz divisa com uma área de mata reflorestada pela Usiminas, que separa a zona urbana e o leito do rio Piracicaba. A maioria de seus logradouros têm nomes de personalidades históricas (a exemplo de Floriano Peixoto, Nilo Peçanha e Café Filho) ou elementos químicos (como Gálio, Potássio e Amerício).
São alguns pontos de referência do Imbaúbas a Escola SESI, a Escola Estadual Dom Helvécio e a sede da Associação dos Aposentados e Pensionistas de Ipatinga (AAPI). O bairro conta ainda com algumas praças, como Gaspar Dutra (Praça do Areal), Wilson Teixeira e José de Oliveira. A Igreja São Francisco de Assis representa a sede da comunidade católica local, que está subordinada à Paróquia Nossa Senhora da Esperança.

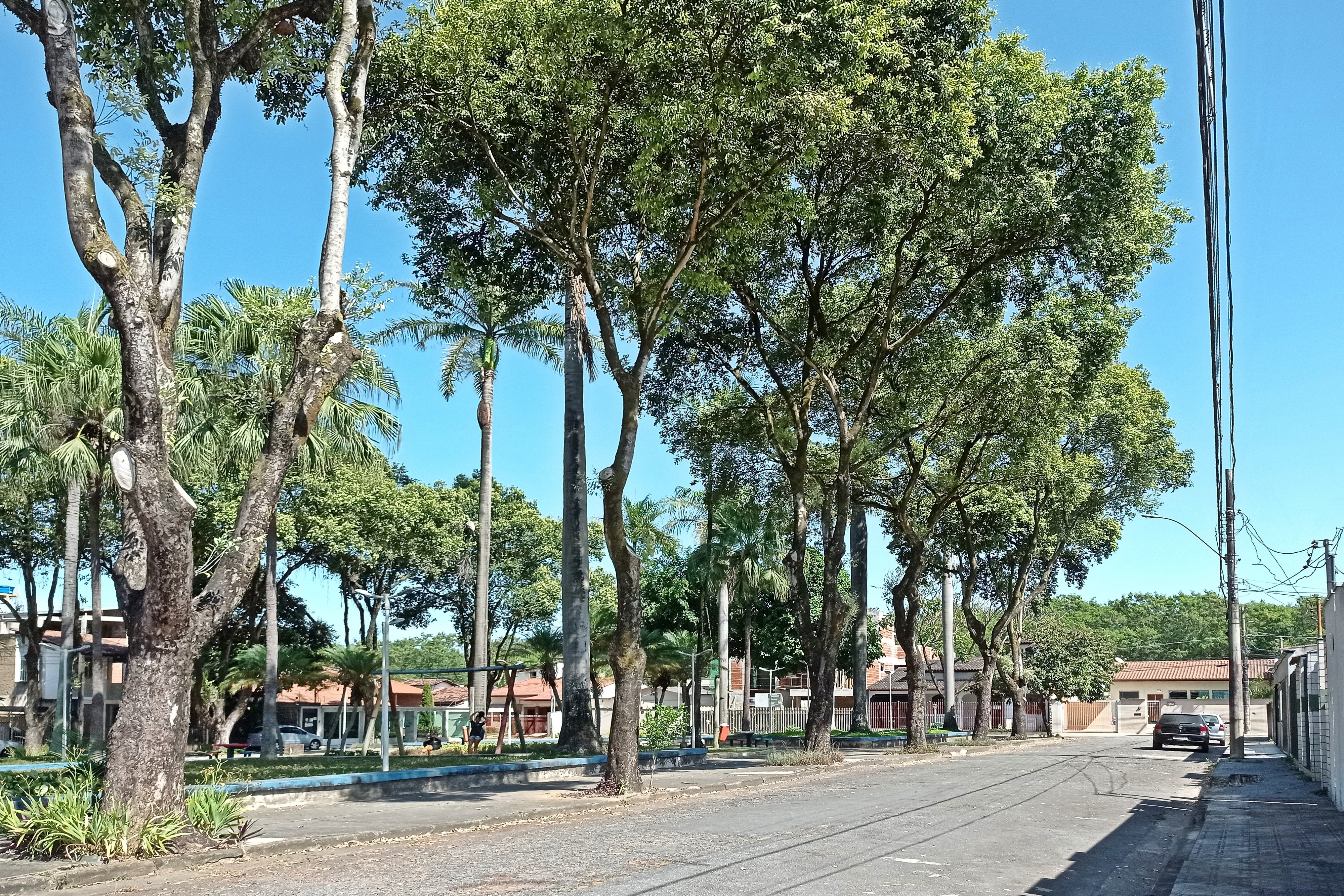
Praça Gaspar Dutra (Praça do Areal)
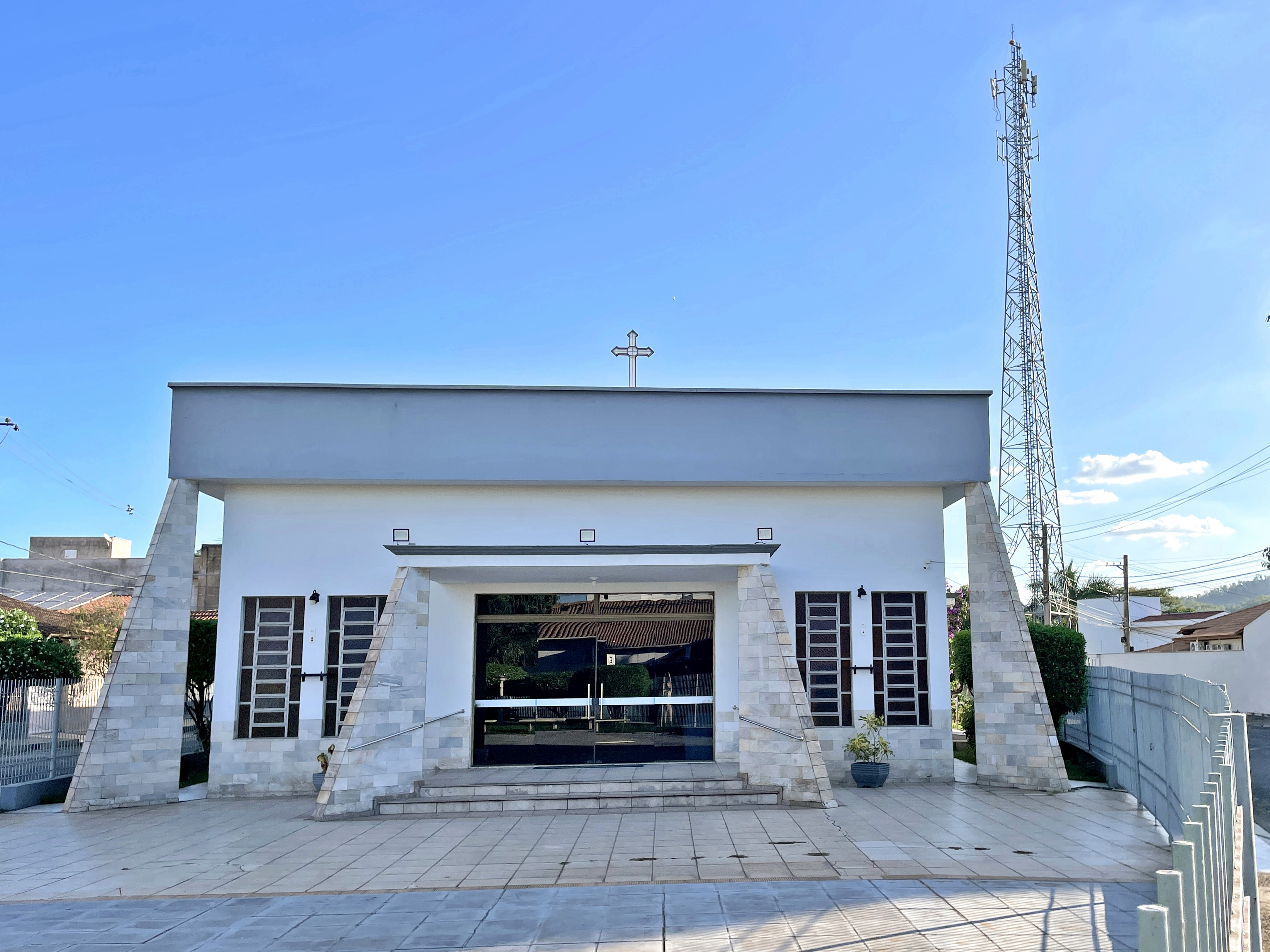
Igreja São Francisco de Assis, da Paróquia Nossa Senhora da Esperança.
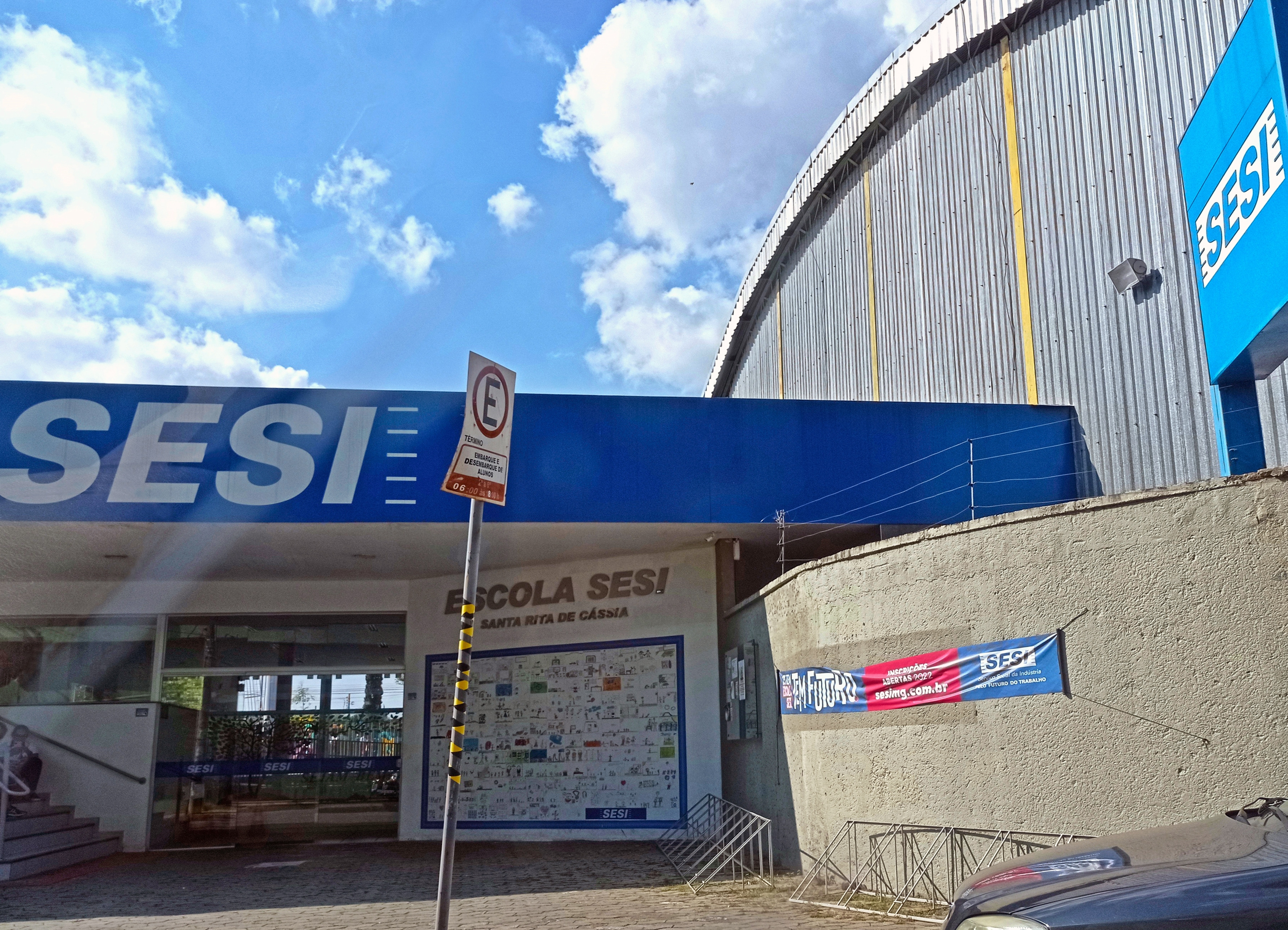
Escola SESI do bairro Imbaúbas